# Pero marcaria
Pero marcaria är en fjärilsart som beskrevs av Charles Oberthür 1883. Pero marcaria ingår i släktet Pero och familjen mätare. Inga underarter finns listade i Catalogue of Life.